# Лепа, Альфред Карлович
А́льфред Ка́рлович Ле́па (латыш. Alfrēds Lepa; 24 июля (5 августа) 1896, Рига, Российская империя — 9 мая 1938, Казань, СССР) — советский партийный и государственный деятель, революционер, член Российской социал-демократической рабочей партии (большевиков) с 1914 года, первый секретарь Татарского областного комитета ВКП(б) (1933—1937), член ЦИК СССР. Входил в состав особой тройки НКВД СССР.

## Биография
Родился в Риге в семье извозчика. По национальности латыш. В 1914 году в 18 летнем возрасте вступил в Российскую социал-демократическую рабочую партию (большевиков). Через два года становится членом латышской группы социал-демократов в Екатеринбурге. В дальнейшем — секретарь Екатеринбургского комиссариата РСДРП(б) в 1917 году, а впоследствии — секретарь Первой (Свободной) Уральской конференции. В период с 1917 по 1918 год являлся членом Екатеринбургского Совета рабочих депутатов Уралобкома РСДРП(б), занимал должность продкомиссара. В марте 1918 года — делегат VII (Апрельской) Всероссийской конфер. РСДРП(б), 2-го Всероссийского съезда Советов. Участвовал в боях против дутовцев в апреле 1918 года. В годы Гражданской войны на Урале прошел путь от начальника политотдела 30-й стрелковой дивизии до начальника политотдела 3-й армии Восточного фронта.
После Гражданской войны на партийной работе.
- январь-май 1920 г. — управляющий делами ЦК РКП(б), одновременно заведующий учётно-распределительным отделом ЦК РКП(б),
- 1920—1921 гг. — секретарь Туркестанского бюро ЦК РКП(б),
- 1920—1921 гг. — ответственный секретарь Семиреченского-Джетысуйского областного комитета КП(б) Туркестана,
- 1921 г. — секретарь учётно-распределительного отдела ЦК РКП(б),
- 1921—1924 гг. — заместитель заведующего учётно-распределительным отделом ЦК РКП(б),
- 1924 г. — первый секретарь Полномочного представительства СССР в Польше,
- 1924—1925 гг. — заведующий организационно-инструкторским отделом Сибирского краевого комитета РКП(б),
- 1925—1926 гг. — второй секретарь Сибирского краевого комитета РКП(б) — ВКП(б),
- 1926—1928 гг. — ответственный секретарь Курского губернского комитета РКП(б),
- 1928—1929 гг. — ответственный секретарь Вятского губернского комитета ВКП(б),
- февраль-август 1929 г. — член Президиума Временного организационного бюро ЦК ВКП(б) по Нижегородской области — краю,
- август-ноябрь 1929 г. — член Секретариата Нижегородского краевого комитета РКП(б),
- 1929—1933 гг. — второй секретарь ЦК КП(б) Узбекистана.
- 1933—1937 гг. — первый секретарь Татарского областного комитета ВКП(б). Этот период отмечен вхождением в состав особой тройки, созданной по приказу НКВД СССР от 30.07.1937 № 00447[2] и активным участием в сталинских репрессиях[3].

Избирался делегатом XII, XIV, XV, XVI, XVII съездов ВКП(б). Член Центральной ревизионной комиссии ВКП(б) (1927—1934), кандидат в члены ЦК ВКП(б) (с 1934).

## Опала, арест и казнь
26 августа 1937 года смещён с поста без предоставления нового назначения. Арестован 5 октября 1937 года. Обвинён в участии в вооружённом антисоветском восстании, вредительстве, терроризме и организационной контрреволюционной деятельности. Имя А. Лепы было включено в сталинский расстрельный список, датированный 1 ноября 1937 года (№ 13 в списке из 45 человек, под грифом «Быв<шие> члены и кандидаты ЦК ВКП(б)»). Приговорён к ликвидации Сталиным. Однако по каким-то причинам исполнение приговора было отложено на полгода. 9 мая 1938 года приговор формально утверждён на выездной сессии Военной коллегии Верховного суда СССР в Казани. Казнён в тот же день.
10 августа 1955 года реабилитирован посмертно.